# Stronnictwo Demokratyczne
De Democratische Partij (SD) (Pools: Stronnictwo Demokratyczne) is een Poolse politieke partij. De SD werd op 15 april 1939 opgericht door leden van de in 1937 opgerichte Kluby Democratyczne (Democratische Clubs). Onder de oprichters bevonden zich Mieczysław Michałowicz en Mikołaj Kwaśniewski. Het partijprogramma was liberaal georiënteerd.
Tijdens de Tweede Wereldoorlog namen leden van de SD deel aan het verzet. In 1944 trad de SD toe tot de door de Russen gecontroleerde regering in Oost-Polen. De pro-communistische vleugel van de SD sloot zich na de Tweede Wereldoorlog aan bij het door de communisten gedomineerde Democratisch Blok, waar naast de SD ook de Boerenpartij en de communistische Poolse Verenigde Arbeiderspartij (PZPR) deel van uitmaakten. De partij had in deze periode ongeveer 100.000 leden. Na de invoering van de volksdemocratie in 1947 mochten alleen de Poolse Verenigde Arbeiderspartij, de Boerenpartij en de Democratische Partij blijven bestaan. De Democratische Partij en de Boerenpartij bezaten echter geen werkelijke macht, ofschoon enkele leden uit die partijen hoge functies bekleden in de volksrepubliek. In de Sejm had de Democratische Partij bijna altijd 39 van de 460 zetels.
Na de communistische machtsovername werd de partij o.a. geleid door Wacław Barcikowski.
In 1989 braken zowel de Boerenpartij als de Democratische Partij met de communisten en traden zij toe tot de coalitieregering van Tadeusz Mazowiecki (Solidariteit). Na de invoering van een meerpartijenstelsel in Polen, stapten veel leden over naar andere partijen. Hierna is de SD lange tijd een kleine doch redelijk stabiele partij gebleven. De enige verkiezingen waaraan de SD zelfstandig heeft deelgenomen, waren die van 1991, waarin de partij 1 zetel behaalde. Bij latere verkiezingen heeft de partij meestal wel één of enkele zetels weten te verwerven op lijsten van andere partijen, zoals de Unie van de Arbeid, de SLD en de Vrijheidsunie.
In 2009 kwam het naar aanleiding van meningsverschillen over de koers van de partij en de bestemming van het aanzienlijke partijvermogen tot een ernstig conflict binnen de partij, dat twee jaar later tot een scheuring leidde. Als gevolg daarvan verliet een groot deel van de "oude garde" de partij, wat in 2013 leidde tot de oprichting van de Poolse Democratische Partij (PSD). `
In 2013 ging de SD nauw samenwerken met de Democratische Partij - demokraci.pl en nam de partij een nieuw, liberaal partijprogramma aan. Ook trad de partij toe tot de centrumlinkse coalitie Europa Plus, die bij de Europese verkiezingen van 2014 echter niet over de kiesdrempel kwam en daarna weer werd ontbonden. 